# Akysis varius
Akysis varius és una espècie de peix de la família dels akísids i de l'ordre dels siluriformes.

## Morfologia
- Els mascles poden assolir els 4 cm de llargària total.
- Nombre de vèrtebres: 31-33.[1][2]

## Alimentació
Menja zooplàncton.

## Hàbitat
S'amaga en la vegetació en descomposició dels llits fluvials.

## Distribució geogràfica
Es troba a Àsia: conca del riu Mekong.